# مارتا مارتن
مارتا مارتن (بالإنجليزية: Marta Martin)‏ هي ممثلة أمريكية، ولدت في 10 سبتمبر 1966 في الولايات المتحدة.

## أعمال

### أفلام
- (2009) ستار تريك[1][2][3]

## وصلات خارجية
- مارتا مارتن على موقع IMDb (الإنجليزية)
- مارتا مارتن على موقع قاعدة بيانات الفيلم (الإنجليزية)